# Altena (Drenthe)
Pour les articles homonymes, voir Altena.
Altena est un hameau situé dans la commune néerlandaise de Noordenveld, dans la province de Drenthe. En 2009, Altena comptait 240 habitants.
Altena est situé sur le carrefour de la route Peize-Lieveren avec les routes vers Roden et Norg. Il n'y a pas d'église, mais Altena a sa propre école primaire.